# Beaufort (Jura)
Beaufort era una comuna francesa que estaba situada en el departamento de Jura, de la región de Borgoña-Franco Condado que el 1 de enero de 2019 pasó a formar parte de la comuna nueva de Beaufort-Orbagna como comuna delegada.

## Historia
En 1823 absorbe la comuna de Rambez.
El 12 de febrero de 2021 el consejo municipal de la comuna nueva de Beaufort-Orbagna decidió su supresión como comuna delegada con carácter efectivo desde el 1 de enero de 2021.

## Demografía
| Gráfica de evolución demográfica de Beaufort entre 1800 y 2016 |
|                                                                |

Los datos demográficos contemplados en este gráfico de la comuna de Beaufort se han cogido de 1800 a 1999 de la página francesa EHESS/Cassini, y los demás datos de la página del INSEE.